# Архимандрит Сава (Ристић)
Сава (световно Мирослав Ристић; Манастирица код Петровца на Млави, 14. мај 1939) истакнути је архимандрит Српске православне цркве и бивши игуман Манастира Раче.

## Биографија
Архимандрит Сава (Ристић), рођен је 14. маја 1939. године у селу Манастирици код Петровца на Млави, од побожних благочестивих родитеља. Његова биолошка мајка Даница у монаштву Анастасија била је монахиња Манастира Раче. Приликом крштења је добио име Мирослав.
Након завршене основне и средње школе у Петровцу на Млави, ступа у Манастир Витовницу 1956. године као искушеник код тадањшега игумана архимандрита Теодора (Арсића). По потреби премештен је у Манастир Драчу код Крагујевца, а затим у Манастир Руденицу код Александровца. Монашки постриг је примио 20. фебруара 1957. године у Руденици, од тадањшег администратора патријарха српског господина Германа (Ђорића). Приликом монашења је добио монашко име Сава.
Благословом надлежног епископа 8. августа 1962. године долази у Манастир Рачу код Бајине Баште, код игумана оца Хризостома (Пајића). Рукоположен је у чин јерођакона а потом у чин јеромонаха 18. октобра 1962. године. Одлуком епископа и братства постављен је за намесника Манастира Раче, 15. јуна 1985. године.
Након упокојења старешине архимандрита Хризостома (Пајића), 4. септембра 1995. године а одлуком епископа жичкога господина Стефана (Боце), постављен је за старешину Манастира Раче, и ту остао на дужности игумана све до 1. јуна 2016. године. На 29. манифестацији "Дани Раче украј Дрине“ 8. октобра 2023. године у Манастиру Рачи, додељен му је Рачански печат велико одликовање за његов труд и рад у подизању и унапређењу манастира и манастирске економије.